# Хари Реднап
Хенри Джеймс „Хари“ Реднап (на английски: Henry James "Harry" Redknapp) е бивш английски футболист и настоящ треньор. Роден е на 2 март 1947 г. в Лондон. Баща е на футболиста Джейми Реднап и чичо на Франк Лампард, също футболист. Най-големият си успех като треньор постига с отбора на Портсмут, спечелвайки ФА Къп през 2008 г. През 2005 г. Хари Реднап, заедно с бившия собственик на Портсмут Милан Мандарич, агентът Уили Маккей и бившият футболист на Портсмут Амди Файе по подозрение за участие в корупционна схема във връзка с трансферите на Файе от Оксер в Портсмут и от Портсмут в Нюкасъл Юнайтед.
Реднап е освободен без повдигнати обвинения и след това успява да осъди полицията за незаконен обиск в дома му. През януари 2010 г. му е повдигнато обвинение в укриване на данъци.

## Успехи като треньор
Борнмът
- Трета английска дивизия
  - Шампион: 1986-1987
- Трофей на Футболната лига
  - Носител: 1983-1984

 Уест Хям Юнайтед
- Купа Интертото
  - Носител: 1999

 Портсмут
- ФА Къп
  - Носител: 2007-2008
- Първа английска дивизия
  - Шампион: 2002-2003
- Къмюнити Шийлд
  - Финалист: 2007-2008

 Тотнъм Хотспър
- Карлинг Къп
  - Финалист: 2008-2009

 Куинс Парк Рейнджърс
- Чемпиъншип (победител в плей-оф):2013-2014